# Симфонізм
Симфонізм — музично-естетична категорія, що характеризує метод музичної композиції, який виходить з необхідності всебічного розкриття художнього задуму в процесі руху, розвитку, змінювання і конфліктів музичного образу та зумовлений мисленням, характером і драматургією віддзеркалення дійсності в музиці. Термін запровадив радянський музикознавець Борис Асаф'єв у статті «Пути в будущее (1918), визначивши як «безперервність музичної свідомості, коли жоден елемент не мислиться і не сприймається як незалежний серед решти».